# Paralelo

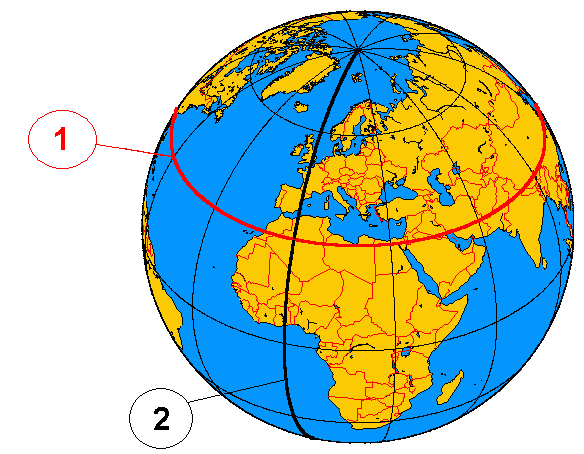
Paralelo (circulo da latitude), a vermelho; (1) meridiano, a negro (2)

Paralelo geográfico ou simplesmente paralelo é todo círculo menor na horizontal ao eixo terrestre e, portanto, paralelo à linha do equador. Sobre um determinado paralelo a latitude é constante, por isto a posição geográfica é dada em função da longitude. A posição dos paralelos é dada em graus e definida em relação à linha do equador, em que 0º representa a linha do equador, +90º (ou 90° Norte) representa o polo Norte e -90° (ou 90° Sul) representa o polo Sul.
- Paralelo geodésico de um lugar é aquele que é definido sobre um modelo geodésico da Terra, sobre o qual a latitude representada nos mapas (latitude geodésica) é constante.
- Paralelo astronômico de um lugar é a linha imaginária à superfície da Terra, sobre a qual a latitude astronômica é constante. Devido às irregularidades do geoide, os paralelos astronômicos são linhas irregulares, não coincidentes com qualquer paralelo geográfico.
- Os paralelos mais conhecidos são o Trópico de Câncer e o Trópico de Capricórnio.

## Extensão

Trópico de Câncer

Trópico de Capricórnio

Apresenta-se abaixo uma tabela das extensões totais (circunferência) dos paralelos (N ou S) cujas latitudes são múltiplas de 10º, mais o Trópico de Câncer, o Trópico de Capricórnio, Círculo Polar Ártico, Círculo Polar Antártico. Informam-se também as extensões dos intervalos de 1° de longitude sobre cada um desses paralelos.
| Latitude          | Perímetro (km) | Compr. 1° (km) |
| 0° equador        | 40076,64       | 111,324        |
| 10°               | 39471,84       | 109,644        |
| 20°               | 37674,36       | 104,651        |
| 22°26' Trópicos   | 36787,56       | 102,188        |
| 30°               | 34725,60       | 96,490         |
| 40°               | 30743,28       | 85,398         |
| 45°               | 28812,47       | 80,035         |
| 50°               | 25811,64       | 71,699         |
| 60°               | 20089,08       | 55,830         |
| 67°34' C. Polares | 15984,00       | 44,400         |
| 70°               | 13747,68       | 38,188         |
| 80°               | 6978,60        | 19,395         |
| 90° polos         | 0              | 0              |

## Extremos

Círculo Polar Antártico

Círculo Polar Ártico

Os paralelos que são quase totalmente marítimos ficam entre o sul da Terra do Fogo (latitude 57º Sul) e pouco ao norte do Círculo Polar Antártico (latitude 66º Sul); Nessas latitudes existem apenas pequenas ilhas ao sul do oceano Atlântico, tais como: ilhas Sandwich do Sul, as Órcades, ilha Elefante, ilhas Shetland do Sul, ilhas da Península Antártica.
Além disso, todos os paralelos ao norte da latitude 83°40' N que passa por Kaffeklubben (extremo norte da Gronelândia) passam totalmente sobre o oceano Ártico e suas plataformas de gelo, sem cruzar terra firme.
O paralelo que passa por mais terras (valor absoluto) é o 30º Norte, que passa pelo norte da África, norte da Península Arábica, Irã, Paquistão, norte da Índia, China, norte do México, sul dos Estados Unidos.
O paralelo que em termos relativos passa por mais terras (menos oceanos e mares) é o 46º 30' Norte, o qual, porém, mede cerca de 79,48% da circunferência do paralelo 30º. Passa pela França, norte da Itália, Balcãs, sul da Rússia, Cazaquistão, Mongólia, norte da China, norte dos Estados Unidos.
Não foram considerados na definição acima de paralelo "relativamente" mais terrestre alguns casos de paralelos de pequena extensão, nos extremos norte e sul do planeta:
- os paralelos ao sul do Paralelo 84 S são 100% terrestres, sobre a Antártida.
- nas proximidades do Paralelo 63 N há latitudes que são mais de 75% terrestres (norte da Sibéria, Escandinávia, Canadá, Alasca).

O paralelo que apresenta trecho de maior extensão sobre um único país fica nas proximidades da latitude 59°45'N, cortando a Rússia entre as proximidades de São Petersburgo no oeste e o porto de Magadan no leste. Outros longos trechos de paralelos num único país ficam nos Estados Unidos, no Canadá, na China, Austrália e Brasil.
A linha do equador, maior dos paralelos, divide a terra em dois hemisférios, o Sul e o Norte. No Hemisfério Norte ficam 69,72% das terras emersas, 90,94% da população mundial e aí se concentram 94% do PIB total do mundo.
Um paralelo nas proximidades da latitude 25,9° N divide a terra em duas calotas com iguais áreas de terras emersas. Não considerada a Antártida, esse paralelo divisor ao meio das terras ficaria nas proximidades da latitude 29° N. A população total da terra é dividida em duas porções quase iguais por um paralelo nas proximidades da latitude 27,5° N.